# The Beekeeper
Pour le film, voir The Beekeeper (film).

The Beekeeper est un album de Tori Amos, sorti le 20 février 2005.

## Liste des titres
1. Parasol
2. Sweet the Sting
3. The Power of Orange Knickers (featuring Damien Rice)
4. Jamaica Inn
5. Barons of Suburbia
6. Sleeps with Butterflies
7. General Joy
8. Mother Revolution
9. Ribbons undone
10. Cars and Guitars
11. Witness
12. Original Sinsuality
13. Ireland
14. The Beekeeper
15. Martha's Foolish Ginger
16. Hoochie Woman
17. Goodbye Pisces
18. Marys of the Sea
19. Toast